# Euphthiracarus antipai
Euphthiracarus antipai är en kvalsterart som beskrevs av Zicman Feider och Calugar 1969. Euphthiracarus antipai ingår i släktet Euphthiracarus och familjen Euphthiracaridae. Inga underarter finns listade i Catalogue of Life.